# Syrinx

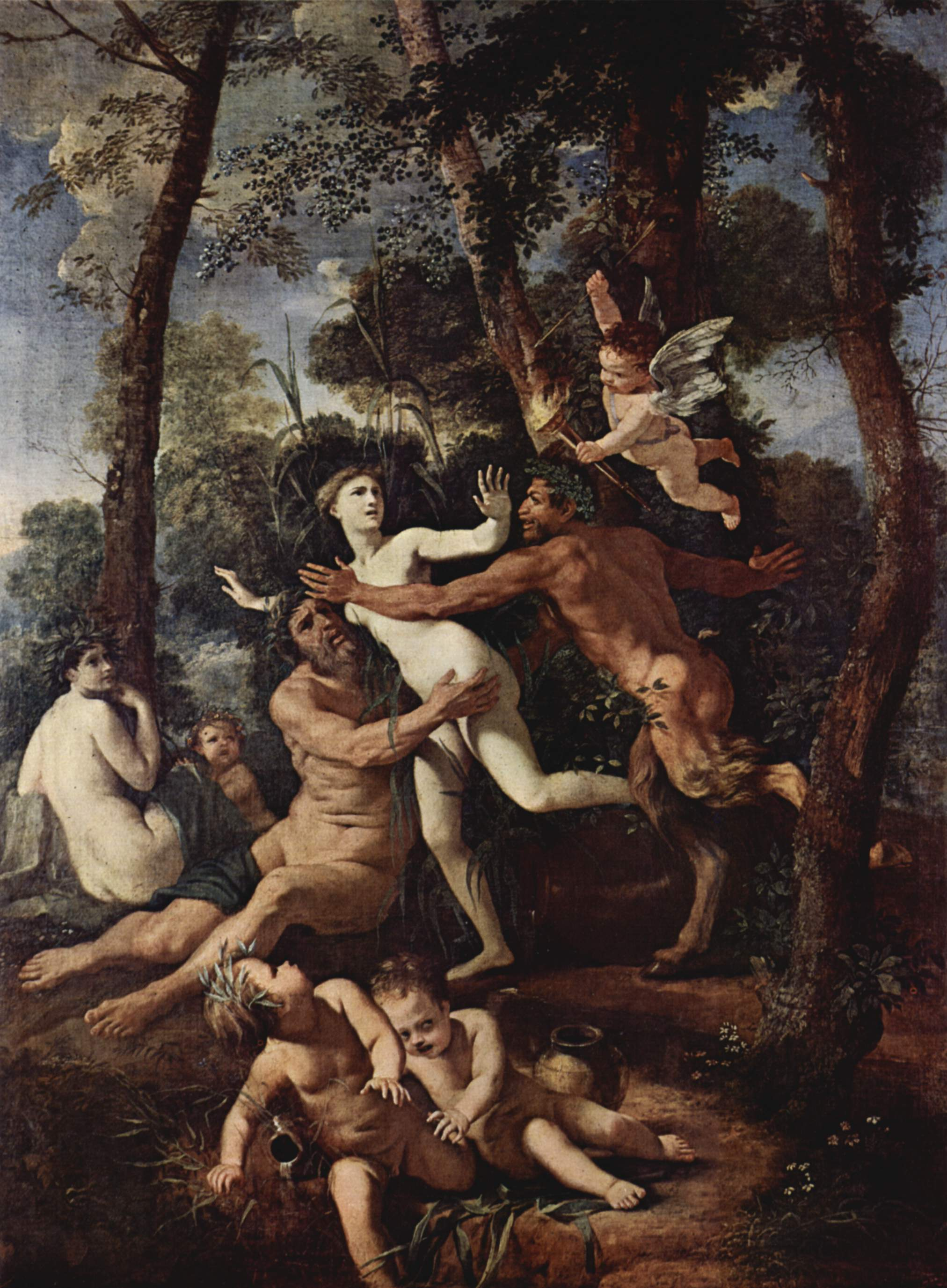
Nicolas Poussin, Pan und Syrinx

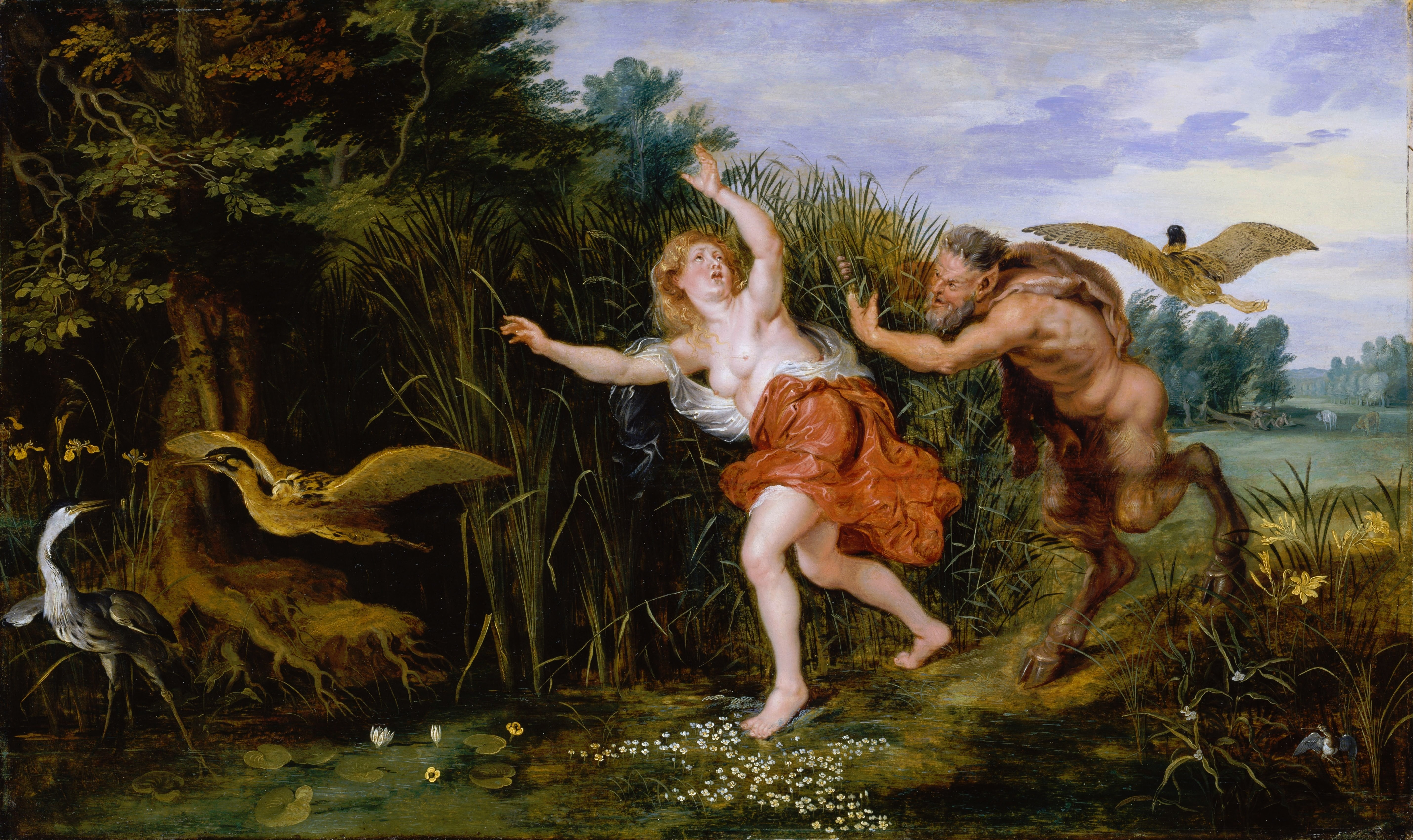
Jan Breughel und Rubens Werkstatt, Pan und Syrinx

Syrinx (altgriechisch Σύριγξ Sýrinx) ist in der griechischen Mythologie der Name einer für ihre Keuschheit bekannten Hamadryade. Da sie Wellen des Flusses Ladon ihre „flüssigen Schwestern“ nennt, ist sie möglicherweise als Tochter des Flussgottes Ladon anzusehen.

## Mythos
In den Metamorphosen Ovids verschmäht die Najade Syrinx als Anhängerin der jungfräulichen Artemis, zu deren Gefolge sie gehörte, die Liebe des Hirtengottes Pan. Auf der Flucht vor ihm wird sie auf ihr Bitten hin am Fluss Ladon in Schilfrohr verwandelt. Als der Atem des frustrierten Gottes durch das Schilf streicht, entsteht ein ergreifender Klang. Pan schneidet sich daraufhin Schilfrohr und fertigt sich mit Hilfe von Wachs die Syrinx genannte Hirtenflöte (Panflöte) und spielt auf ihr seine Lieder. Dieser Fassung Ovids folgt auch die dem Lactantius Placidus zugeschriebene Erzählung in den Narrationes fabularum.
Das Motiv „Syrinx und Pan“ ist jedoch älter und bereits in einem mit dem Namen Theokrits verbundenen Gedicht enthalten. Ob es in dieser ältesten greifbaren Fassung der Sage, die somit erst im 3. Jahrhundert v. Chr. entstanden ist und nicht zum Bestand der klassischen Mythologie gehörte, zu einer Verwandlung kam, ist ungewiss. In dem vermutlich Syrinx betitelten Gedicht, das zur Gattung der Figurengedichte gehört, taucht der Name der Nymphe selbst nicht auf, sondern ist in Rätseln versteckt. Die durch das Gedicht dargestellte Figur entspricht jedoch der des Instrumentes und es wurde anlässlich der Weihung einer Syrinx an Pan geschrieben.
Die Geschichte fand Eingang in die Liebesromane der Antike und wird etwa in Daphnis und Chloe des Longos von den Protagonisten aufgeführt. Laut dem antiken Historiker Timaios galt Daphnis als Erfinder des Instrumentes. Aufgenommen wurde die Geschichte von Syrinx und Pan in der römischen Kaiserzeit von Achilleus Tatios und in der Spätantike von Nonnos. Noch im 12. Jahrhundert verarbeitete Niketas Eugenianos den Stoff.

## Rezeption
Abgeleitet von dem Instrument und dem Mythos ist der wissenschaftliche Name des Stimmkopfes der Vögel, der ähnlich wie eine Orgelpfeife (oder eben Hirtenflöte) funktioniert. Er liegt bei den meisten Arten an der Gabelung zwischen Luftröhre und Bronchien und enthält schwingungsfähige Membranen, mit denen die Vögel singen.
Claude Debussy komponierte 1913 unter dem Titel Syrinx ein Solostück für Querflöte, das hohe Ansprüche an den Interpreten stellt. Der griechische Mythos liegt außerdem dem 1917–18 komponierten Orchesterstück Pan og Syrinx (Pan und Syrinx) des dänischen Komponisten Carl Nielsen zugrunde (op. 49 [FS 87]). Benjamin Britten verarbeitete die Geschichte unter dem Titel „Pan“ als erstes Stück seiner Sechs Metamorphosen nach Ovid (op. 49) für eine Solo-Oboe. Die kanadische Rockband Rush hat den Namen im zweiten Teil ihres 1976 veröffentlichten Albums 2112 verarbeitet.
Der Asteroid (3360) Syrinx ist nach dieser mythologischen Gestalt benannt.